# Centre spatial Mohammed bin Rashid
Le Centre spatial Mohammed bin Rashid également connu sous son acronyme MBRSC est l'établissement chargé du programme spatial des Émirats arabes unis. Il est situé dans la ville de Dubaï. Le centre est créé en 2006 sous l'appellation Emirates Institution for Advanced Science and Technology (EIAST). Il prend son nom actuel le 18 avril 2015. Il réalise l'assemblage et les tests des engins spatiaux nationaux. Les satellites d'observation de la Terre DubaiSat 1, DubaiSat 2, KhalifaSat et la sonde spatiale martienne EMM ont été en partie assemblés dans ce centre. Le MRBSC comprend également un centre de contrôle des engins spatiaux qui y sont développés. Les équipements du centre comprennent une salle blanche, et des installations pour effectuer des tests thermiques,.
Le MBRSC tient son nom de Mohammed ben Rachid Al Maktoum, émir de Dubaï.